# نوجان
نوجان هي قرية في مقاطعة كرج، إيران. يقدر عدد سكانها بـ 59 نسمة بحسب إحصاء 2016.